# Chasseur (1909)
Chasseur – francuski niszczyciel z okresu I wojny światowej. Jednostka typu Chasseur. Jako jedyny okręt swojego typu wyposażony w cztery kotły parowe Normand opalane węglem (pozostałe miały kotły opalane ropą). Zapas paliwa 99 t, Kotły współpracowały z trzema turbinami parowymi systemu Parsonsa. W czasie I wojny światowej operował na Morzu Śródziemnym. "Chasseur" przetrwał wojnę. Został skreślony z listy floty w październiku 1919 roku.